# 20081 Occhialini
20081 Occhialini è un asteroide della fascia principale. Scoperto nel 1994, presenta un'orbita caratterizzata da un semiasse maggiore pari a 2,4526445 UA e da un'eccentricità di 0,0901280, inclinata di 7,64470° rispetto all'eclittica. L'asteroide è dedicato al fisico italiano Giuseppe Occhialini.